# 잭 애덤스 상

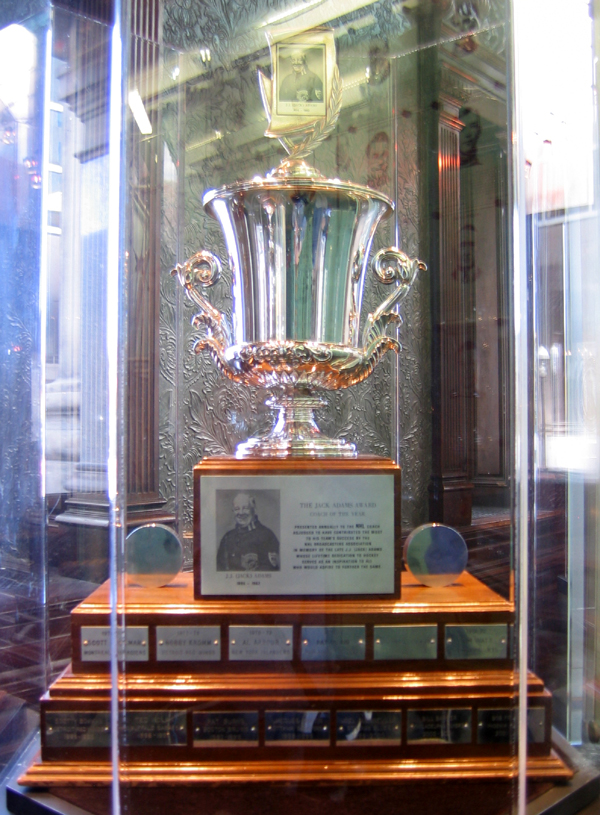
잭 애덤스 상

잭 애덤스 상(영어: Jack Adams Award)는 내셔널 하키 리그 (NHL)의 상이다. 매년 "팀의 성공에 가장 크게 기여한 것으로 평가되는 코치"에게 수여된다. 